# 川田利美
川田 利美（かわだ としみ、1930年1月31日 - ）は、佐賀県競馬組合に所属していた調教師。父の川田若弥と息子の川田孝好も調教師で、孫の川田将雅は騎手である。

## 来歴
調教師免許取得前はサラリーマンとして働いていたが、兄が死去したことを機に1972年に調教師免許を取得し、佐賀競馬場で厩舎を開業した。
その後2000年に調教師を引退した。管理馬の最後の出走は3月26日に佐賀競馬場で行われたくすのき賞で、コバノセンジュウが出走して6着だった。 調教師成績は地方競馬通算8427戦840勝（1973年以降）。

## おもな管理馬
- ケイショウロメオ（1997年 はがくれ賞）